# Thibault Vlietinck
Thibault Vlietinck (Knokke-Heist, 19 agosto 1997) è un calciatore belga, centrocampista dell'OH Lovanio.

## Caratteristiche tecniche
È un esterno destro che può essere impiegato anche da terzino. Viene paragonato a Cristian Tello.

## Carriera

### Club
Cresciuto nel settore giovanile del Club Bruges, ha esordito in prima squadra il 14 ottobre 2016 in occasione del match di campionato perso 1-0 contro il Charleroi.
Il 18 settembre 2018 ha esordito in UEFA Champions League disputando da titolare l'incontro casalingo perso 1-0 contro il Borussia Dortmund.

### Nazionale
Ha giocato nelle nazionali giovanili belghe Under-15, Under-16, Under-17, Under-18 ed Under-19.

## Palmarès

### Club

#### Competizioni nazionali
- Campionato belga: 2

Club Bruges: 2017-2018, 2019-2020